# Мадатапа
Мадатапа́ (груз. მადათაფა) — озеро в Грузии, в Ниноцминдском муниципалитете. Расположено в юго-восточной части Джавахетского нагорья, на высоте 2108 м над уровнем моря. Площадь составляет 8,78 км², средняя глубина — 1,5 м, максимальная достигает 1,7 м.
Объём воды — 9,66 млн м³. Питание озера подземное, снеговое и дождевое. В озеро впадает река Кюрьянчай, берущая начало на Джавахетском хребте. Площадь водосборного бассейна — 136 км². Высокий уровень воды весной, низкий — зимой. Из озера вытекает река Кочки (Мадатапа), выходят и подземные воды, из-за чего уровень резко меняется.
Летом температура воды достигает 17-18 °C. Зимой почти промерзает до дна. Вода слабо минерализована.
Хозяйственного значения практически не имеет. Летом много водоплавающих птиц. На берегу озера находятся деревни: Ефремовка, Ждановакани и Самеба.